# Nathusius (Adelsgeschlecht)

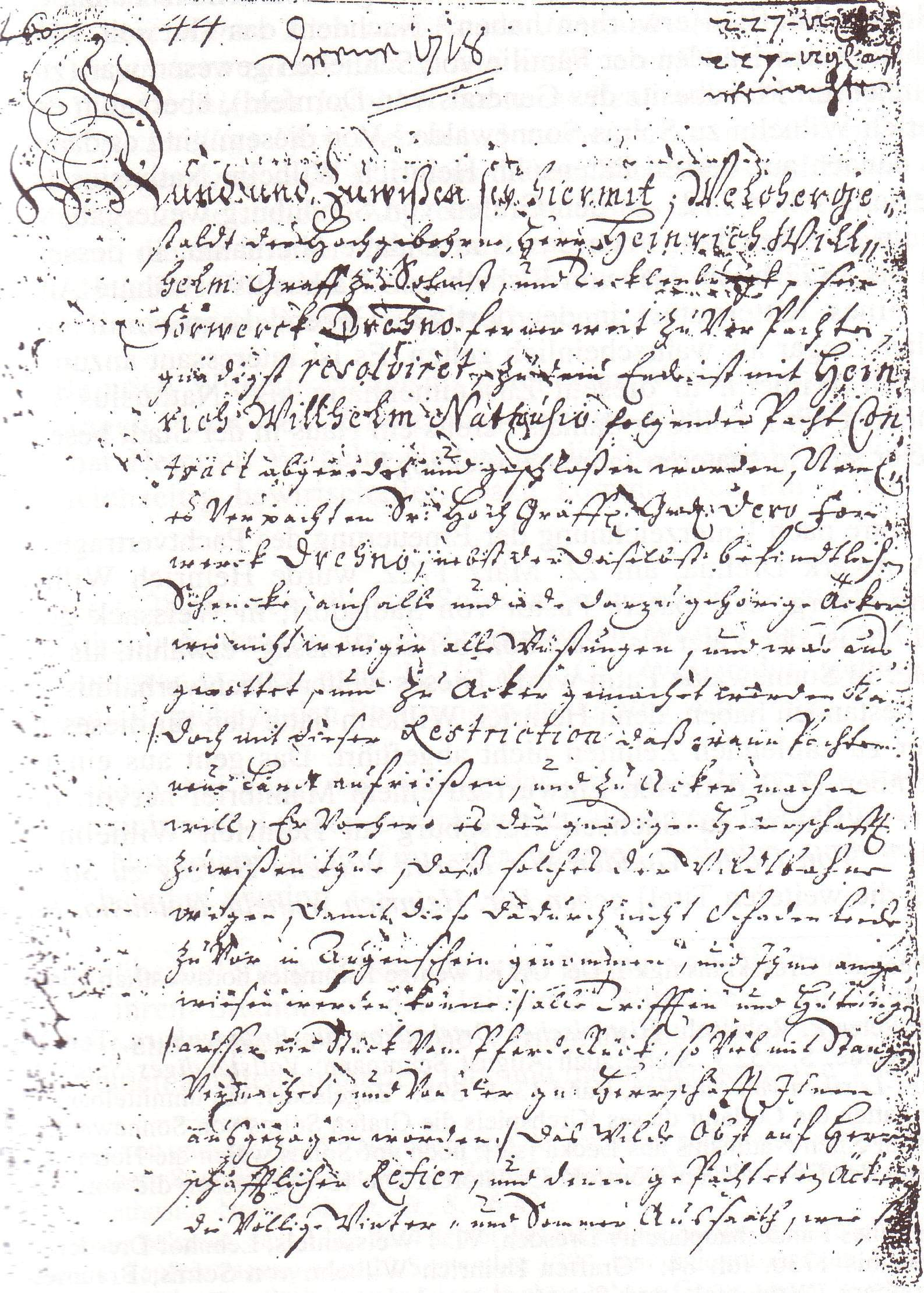
Auszug aus einem Pachtvertrag vom 24. Juni 1718 (Johannestag) über das landwirtschaftliche Vorwerk Drehna zwischen dem Eigentümer/Verpächter Heinrich Wilhelm Graf zu Solms-Sonnewalde und dem Pächter Heinrich Wilhelm I. Nathusius (1670–1737) (S. 1)

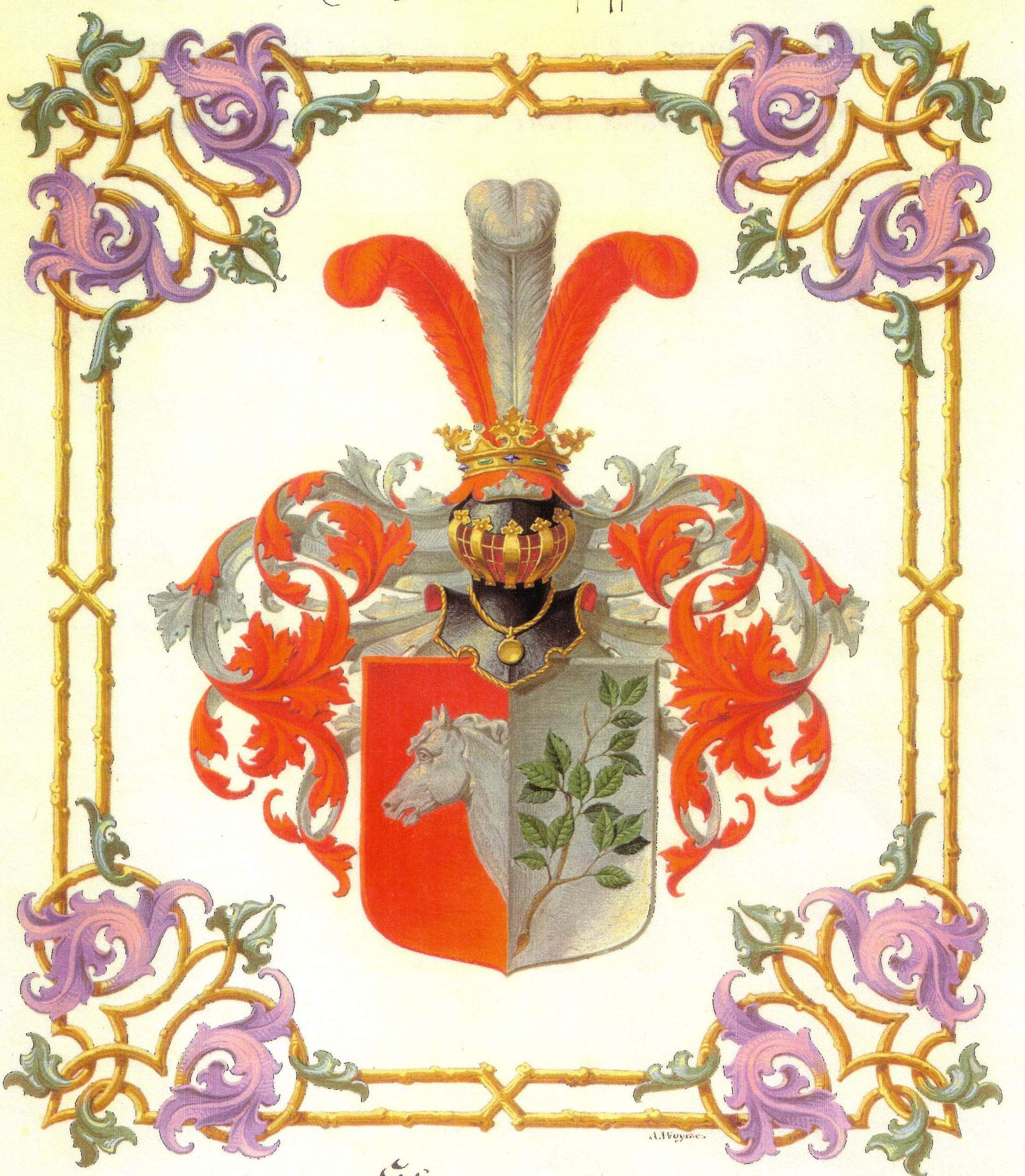
Wappen der 1840 geadelten Linie der Nathusius-Hundisburg

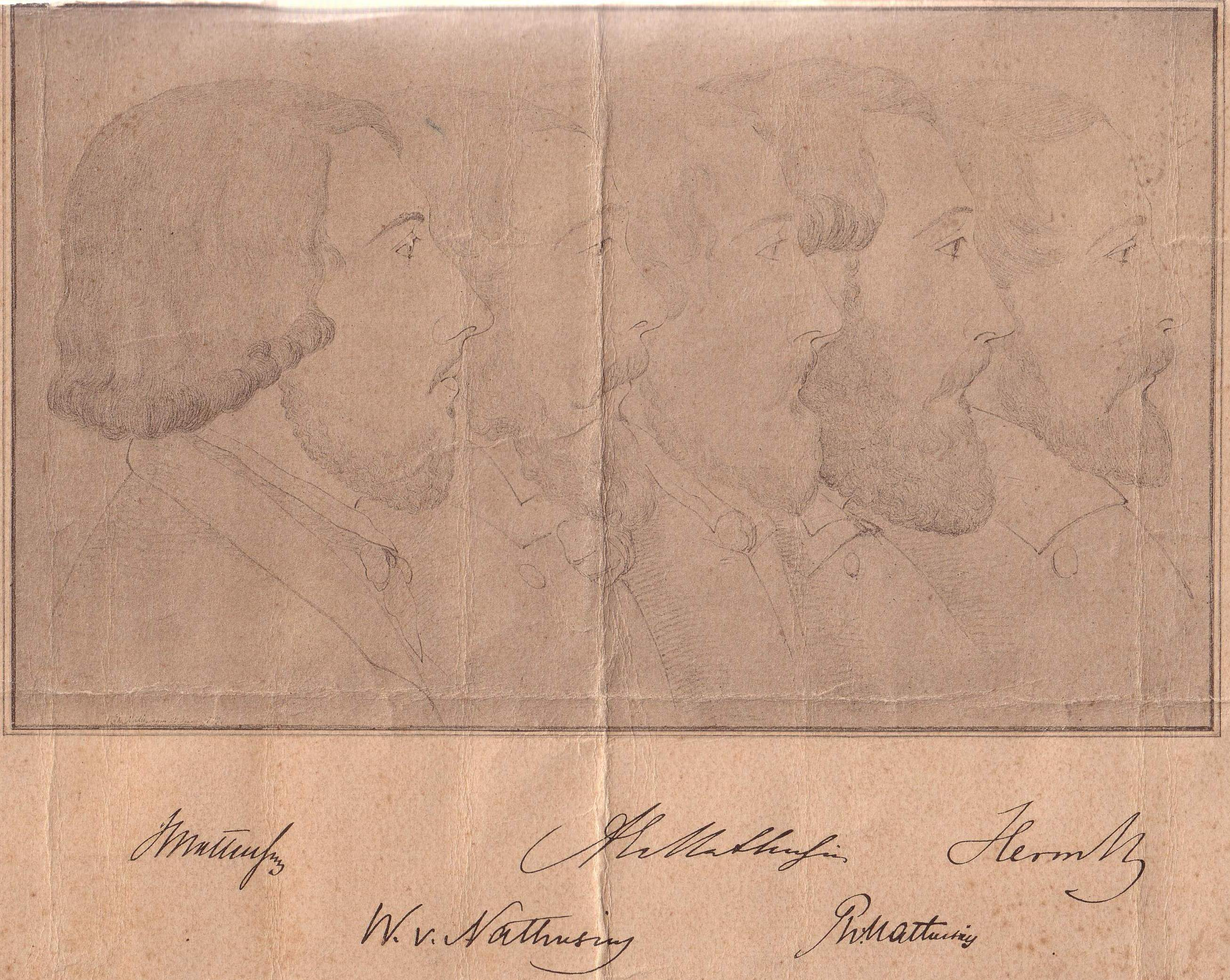
Bildnis der Begründer der fünf adeligen Linien mit Unterschriften, v. l. n. r.: Heinrich Engelhard von Nathusius (Althaldensleben), Wilhelm Engelhard von Nathusius (Königsborn), August Engelhard von Nathusius (Meyendorf), Philipp Engelhard von Nathusius (Neinstedt), Hermann Engelhard von Nathusius (Hundisburg)

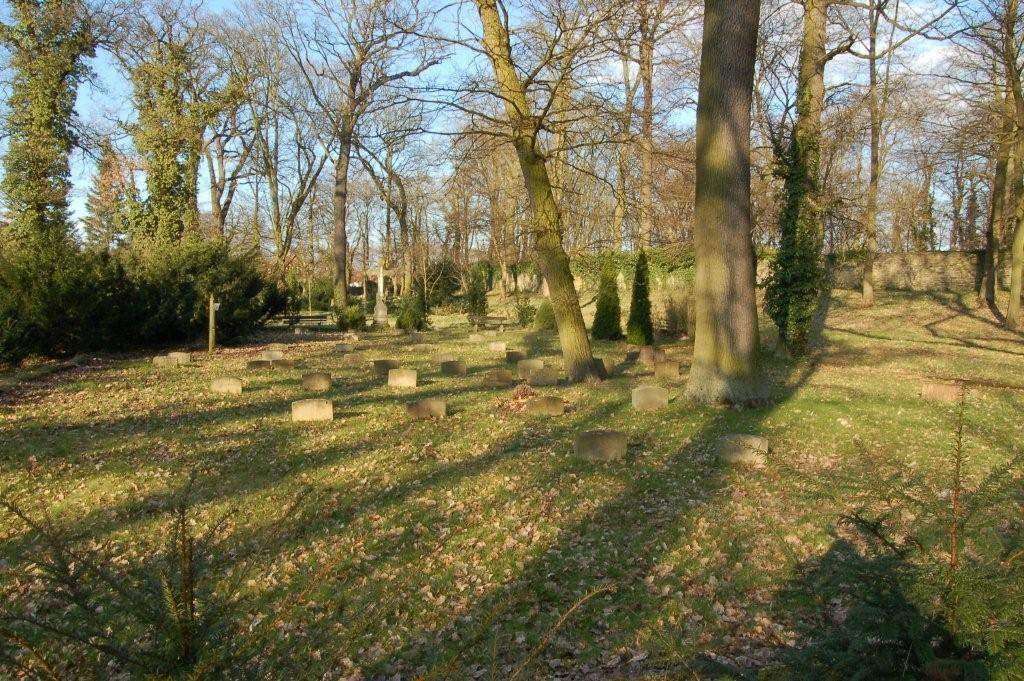
Friedhof der Familie Nathusius in Althaldensleben. Hier sind neben Johann Gottlob Nathusius (1760–1835) weitere rund 50 Familienmitglieder beerdigt. Der Friedhof wird noch heute genutzt.

Der Name Nathusius oder von Nathusius ist der Name einer Familie, deren bekannteste Vertreter im 19. und 20. Jahrhundert im Raum Magdeburg lebten und wirkten.

## Herkunft
Familie und Namen stammen vermutlich aus der von Sorben besiedelten Ober- und Niederlausitz. Dort lebten im 14. und 15. Jahrhundert die ersten bekannten Träger des Namens (bzw. verwandter Formen). Auch wenn eine direkte Nachkommenslinie zu den späteren Namensträgern bislang nicht nachweisbar ist, kann die Herkunft des Namens mit folgenden Namensträgern belegt werden: der Küchenmeister Nathus oder Natusch (1386), ein Bürger Natusch aus Löbau (1432), der Schmied Natusch in Lübben (1437) sowie ein Michel Natusch aus Görlitz (1460). Der ursprünglich wendische Name Natisch oder Natusch wandelte sich bei einigen Namensträgern im 16. Jahrhundert in die latinisierte Form Nathusius. Der erste, heutigen Namensträgern mit hoher Wahrscheinlichkeit als Vorfahre zuzurechnende Nathusius war Hans Nettisch (andere, damals noch gebräuchliche Schreibweisen: Natisch, Nätisch, Natusch, Netusch). Er wurde 1548 unter dem Rektorat des Christophorus Schenk von Landsberg an der Universität Frankfurt an der Oder immatrikuliert. 1562 wird Hans Nettisch (Nathusius) als Stadtschreiber von Priebus genannt. Ab 1580 wird er als Ratsherr und/oder Richter in Priebus erwähnt.
Die Nachkommen des Hans Nettisch (Nathusius) waren bis zum ausgehenden 18. Jahrhundert zum großen Teil studierte Beamte in Niederschlesien, Sachsen und Brandenburg, die evangelisch waren und meist das Bürgerrecht erwarben; neben Stadtschreibern auch Schulmeister, Prediger, Hauslehrer und Kantoren. Danach verteilten sich die verschiedenen Familienstämme nach Berlin, Jüterbog, Leipzig und Halle, Göttingen, Plauen im Vogtland sowie Baruth.

## Christian Nathusius
Christian Nathusius (* 24. Juni 1625 in Priebus; † 16. Juni 1707 in Sonnewalde) war der Sohn des Rektors der Stadtschule in Lübben (Spreewald), Elisäus Nathusius († 1668) und vermutlich ein Urenkel des Priebusser Ratsherrn und Richters Hans Nettisch (Nathusius). Er besuchte Schulen in Spremberg, Lübben, Cottbus, Guben und Stralsund. Später studierte er Theologie an der Universität Königsberg und war ab 1653 Hauslehrer bei den Reichsgrafen von Solms-Sonnenwalde. Georg Friedrich Graf zu Solms berief ihn ab 1655 auf Pfarrstellen in Gehren, Riedebeck, Schönwalde und Fredersdorf. 1670 trat er eine Stelle als Diakon in Sonnewalde und Pastor in Zeckerin an, eine Position, zu der ihn erneut die Grafen zu Solms ernannt hatten.
Bereits am 11. Februar 1655 hatte Christian Nathusius in Sonnewalde Katharina König (1632–1692) geheiratet. Die Hochzeit war dem geschätzten Ephorus vom regierenden Grafen zu Solms im großen und im kleinen Saal des Solm’schen Schlosses ausgerichtet worden, sie wurde anlässlich der Taufe des Grafensohnes Otto Heinrich gefeiert. Nach dem Tode seiner Frau heiratete der 68-Jährige in zweiter Ehe Anna Sophia Horn (1657–1696). Aus beiden Ehen sind zehn Kinder bekannt, eines davon war Heinrich Wilhelm (I.) Nathusius.

## Heinrich Wilhelm (I.) Nathusius
Der Sohn des Christian Nathusius wurde am 28. Dezember 1670 in Sonnewalde geboren, verstorben ist er im November 1737 in Luckenau. Er besuchte mindestens fünf Jahre lang die Lateinschule in Sonnewalde, gleichzeitig oder in Folge erlernte er das Bäckerhandwerk.
Später pachtete er von seinem Patenonkel Heinrich Wilhelm Graf zu Solms-Sonnenwalde dessen Gut Drehna. Die Pacht wurde am 24. Juni 1718 (siehe Abbildung: Auszug aus einem Pachtvertrag) um neun Jahre verlängert. Daneben war Nathusius Pächter weiterer Güter und Vorwerke (Zagelsdorf bei Dahme, Weissack und Waltersdorf bei Lukau) in der Umgebung. Vermutlich 1717 erwarb Nathusius das Gut Zagelsdorf vom Pachtherrn Solms-Sonnenwalde, verkaufte es aber bereits 1721 an einen Grafen von Schönburg.
Das Kirchenbuch von Gossmar weist ihn von 1688 bis 1699 fünfmal als Paten von Kindern Gossmarer Honoratioren aus. Nathusius heiratete am 29. September 1706 die Tochter eines Sonnewalder Bürgers, Anna Sophie Dieter (* 1684). Vier ihrer sieben Kinder studierten Jura oder Theologie an der Universität Wittenberg, darunter der spätere Generalakzise-Einnehmer Heinrich Wilhelm (II) Nathusius (1717–1786), der Vater von Johann Gottlob Nathusius.

## Johann Gottlob Nathusius und seine Nachkommen
Aus dem Baruther Zweig der Familie stammte Johann Gottlob Nathusius, Sohn des Steuerbeamten Heinrich Wilhelm II. Nathusius, war er der wohl bedeutendste Vertreter der Familie. Aus einfachen Verhältnissen kommend wurde er zu einem der reichsten und angesehensten Männer im heutigen Sachsen-Anhalt. Seine Söhne (sowie ein Neffe) begründeten die sechs Linien im Magdeburger Raum:
- Nathusius (Magdeburg)
- von Nathusius (Althaldensleben)[20]
- von Nathusius (Hundisburg)[21]
- von Nathusius (Königsborn)[22]
- von Nathusius (Meyendorf)[23]
- von Nathusius (Neinstedt)[24]

Einige Familienmitglieder trugen den Ortszusatz zum Familiennamen.

## Namensträger (chronologisch)
- Elias Nathusius (1628–1676), Kirchenmusiker, Nikolaikantor in Leipzig
- Christian Nathusius (1664–1689), Rechtswissenschaftler
- Johann Georg Nathusius (1722–1792), Pastor in Sadisdorf
- Johann Gottlob Nathusius (1760–1835), Kaufmann und Großindustrieller
- Hermann Engelhard von Nathusius (1809–1879), Gutsbesitzer, Züchter und Politiker
- Philipp Engelhard von Nathusius (1815–1872), Publizist und Gründer des Lindenhofes (Neinstedter Anstalten)
- Marie Nathusius, geb. Scheele (1817–1857), Schriftstellerin und Komponistin
- August Engelhard von Nathusius (1818–1884), Gutsbesitzer und Züchter
- Wilhelm von Nathusius (1821–1899), deutscher Politiker und Zoologe
- Heinrich von Nathusius (1824–1890), deutscher Gutsbesitzer, Züchter und Politiker
- Johanne Philippine Nathusius (1828–1885), Gründerin des Elisabeth-Stiftes (Neinstedter Anstalten)
- Gottlob Engelhard von Nathusius (1838–1899), preußischer Landrat und Polizeipräsident in Posen
- Hans von Nathusius (1841–1903), Preußischer Offizier und Landstallmeister
- Philipp von Nathusius (Politiker), genannt Nathusius-Ludom (1842–1900), Publizist und Politiker
- Martin von Nathusius (1843–1906), Hochschullehrer und Reformtheologe
- Susanne von Nathusius (1850–1929), Porträtmalerin in Halle (Saale) und Paris
- Heinrich von Nathusius (Archivar) (auch Nathusius-Neinstedt; 1851–1906), deutscher Archivrat und Historiker
- Wilhelm von Nathusius (Offizier) (1856–1937), deutscher Generalmajor
- Simon von Nathusius (1865–1913), Tierzüchter, Wissenschaftler und Hochschullehrer
- Thomas von Nathusius (1866–1904), Landschafts- und Tiermaler
- Walter von Nathusius (1873–1943), Textilunternehmer in Erfurt
- Annemarie von Nathusius (1874–1926), Schriftstellerin
- Gottlob Moritz Nathusius (1876–1936), Magdeburger Kaufmann und Unternehmer
- Martin Nathusius (Fabrikant) (1883–1941), Offizier und Großindustrieller in Magdeburg
- Gottlob Karl von Nathusius (1884–1948), Züchter und Ornithologe
- Engelhard von Nathusius (1892–1975), Hamburger Staatsrat, Ratsherr und SS-Oberführer (aus zweiter Ehe)
- Wilhelm von Nathusius (Ministerialbeamter) (1893–1952), deutscher Politiker und politischer Beamter
- Wolfgang von Nathusius (1911–1986), deutscher Arzt und Medizinalbeamter
- Mark Heinrich von Nathusius (1932–2020), Generalmajor der Bundeswehr
- Klaus Nathusius (1943–2022), Hochschullehrer und Unternehmer
- Heinrich von Nathusius (Unternehmer) (* 1943), deutscher Manager und Unternehmer
- Suzanna von Nathusius (* 2000), deutsch-polnische Schauspielerin

## Bekannte Unternehmen
Ehemalige Unternehmen im Besitz der Familie:
- Gottlob Nathusius (Unternehmen), Tabak- und Zigarrenfabrik in Magdeburg
- Handelsgärtnerei zu Althaldensleben, bedeutendes Baumschulunternehmen im 19. Jahrhundert
- Johann Anton Lucius, Textilunternehmen in Thüringen
- Maschinenfabrik zu Hundisburg, erste Maschinenfabrik Norddeutschlands
- Nathusius Gewerbeanstalten, erster Mischkonzern des frühindustriellen Deutschlands
- Porzellanfabrik Nathusius, Teil der Nathusius Gewerbeanstalten in Althaldensleben
- Polte-Werke, Armaturen- und Munitionsfabriken in Mitteldeutschland
- Zuckerfabrik Nathusius, eine ehemalige Rübenzuckerfabrik in Althaldensleben

Unternehmen im vormaligen Besitz der Familie:
- IFA-Rotorion Holding
- MIFA Mitteldeutsche Fahrradwerke

## Familienverein
Die Nachkommen des Christian Nathusius (1625–1707) und seiner ersten Ehefrau, der Katharina, geb. König (1632–1692), schlossen sich am 20. September 1895 in einem Verband zusammen, der heute als „Verband der Familien von Nathusius und Nathusius e. V.“ unter der Nummer VR 3835 im Vereinsregister des Amtsgerichts Stendal eingetragen ist; bis 2014 war der Verband unter der Nummer VR 1401 im Vereinsregister des Amtsgerichts Kassel eingetragen. Dieser Verband umfasst die Angehörigen der sechs Nathusius-Linien aus dem Magdeburger Raum. Vorsitzender ist Hans-Jochen von Nathusius (* 1950).

## Weitere Literatur
- Elsbeth von Nathusius: Johann Gottlob Nathusius. Ein Pionier deutscher Industrie. 3. Auflage. Deutsche Verlags-Anstalt, Stuttgart, Berlin 1915.
- Roswitha Willenius, Nathusius, Johann Gottlob in: Magdeburger Biographisches Lexikon der Otto-von-Guericke-Universität Magdeburg, vom 9. Juni 2004 (abgerufen am 16. November 2014)